# Avianca-Flug 052
Avianca-Flug 052 war ein Linienflug der kolumbianischen Fluggesellschaft Avianca von Medellín, Kolumbien zum John F. Kennedy International Airport in New York City. Die eingesetzte Boeing 707-321B stürzte am 25. Januar 1990 wegen Treibstoffmangels ab.

## Der Unfall

### Wetterbedingungen
Am Unfalltag herrschten in New York sehr schlechte Wetterbedingungen, die große Auswirkungen auf den Flugbetrieb hatten. Hervorgerufen durch ein Tiefdruckgebiet verringerte dichter Nebel die Sichtweite auf unter 500 m. Aufgrund dieser schlechten Bedingungen war an der gesamten Ostküste der USA nur ein eingeschränkter Flugbetrieb möglich. Allein am Flughafen Boston waren an diesem Tag 53 Flüge verspätet, der JFK-Airport meldete 99 Flüge als verspätet und am Flughafen Newark waren es sogar mehr als 200.

### Verzögerungen durch Warteschleifen
Flug AV 052 war kurz nach 15 Uhr mit etwa 41 Tonnen Treibstoff (81.000 lb) nach einer Zwischenlandung in Medellín in Richtung New York gestartet. Das Flugzeug der Avianca war eine 23 Jahre alte Boeing vom Typ 707-321B mit dem Kennzeichen HK-2016.
Nachdem AV 052 Kuba überflogen hatte, gelangte sie in den US-amerikanischen Luftraum, wo sie ihren Flug entlang der Ostküste fortsetzte. Bei Erreichen des Luftraumes von Leesburg (Virginia) teilte man der Besatzung mit, dass AV 052 zunächst einige Warteschleifen zu fliegen hätte. Vor dem Eintritt in die erste Warteschleife bei Norfolk waren noch etwa 8,5 Tonnen (17.000 lb) Treibstoff in den Tanks, was exakt der vorher kalkulierten Menge für diesen Flugabschnitt entsprach. Die Maschine kreiste etwa 16 Minuten lang in der Nähe von Norfolk (Virginia), bis sie ihren eigentlichen Kurs fortsetzen konnte. Die Crew erfragte die zu erwartenden weiteren Verspätungen bis New York, die von der Flugsicherung mit voraussichtlich 30 Minuten angegeben wurden.
Nahe Atlantic City musste AV 052 erneut 27 Minuten lang Warteschleifen fliegen und nochmals 40 Meilen südlich des Flughafens John-F.-Kennedy zwischen 29 und 46 Minuten über der Intersection CAMRN.
Insgesamt ergaben sich durch die Warteschleifen fast 1½ Stunden zusätzliche Flugzeit (89 Minuten). Um 20:44 Uhr, während der Warteschleife über CAMRN, teilte die Avianca-Crew der Flugsicherung mit, dass das Ausweichziel Boston wegen der geringen Menge an vorhandenem Treibstoff als Alternativziel nicht mehr in Frage käme.

### Fehlanflug
Der erste Offizier Mauricio Klotz meldete der Flugsicherung wiederholt, dass der Maschine der Treibstoff ausgehe, erklärte jedoch nicht ausdrücklich, dass es sich um einen Notfall handele.
Um 20:47 Uhr beendete AV 052 die Warteschleifen und begann den ILS-Landeanflug auf Landebahn 22L des JFK-Airport in New York, für die sie um 21:15 Uhr vom Tower die Landeerlaubnis bekamen. Im Endanflug geriet die Maschine in schwere Scherwinde und fiel auf eine Flughöhe von weniger als 500 Fuß (150 Meter), weit unterhalb des vorgesehenen Gleitweges. Die Maschine entging nur knapp einem Aufschlag auf dem Boden, woraufhin der Anflug abgebrochen werden musste (21:23 Uhr) und erneut voller Schub gegeben wurde. Im Folgenden wurde Klotz von Kapitän Caviedes mehrfach angewiesen, eine Luftnotlage zu erklären. Dieser Anweisung kam Klotz nicht nach, sondern wiederholte gegenüber der Flugsicherung lediglich und eher beiläufig, dass der Treibstoff zur Neige gehe; gegenüber Caviedes hingegen behauptete er, eine Luftnotlage erklärt zu haben. Auch als die Flugsicherung AV 052 einen Kurs in Richtung Nord-Ost zuwies und die Besatzung fragte, ob sie noch genügend Treibstoff habe, um sich 15 Meilen vom Flughafen zu entfernen, gab Klotz eine positive Antwort und unterließ es, erneut auf das sich zuspitzende Treibstoffproblem hinzuweisen.

### Der Absturz

Sitzplatzübersicht

Um 21:32 Uhr, wenige Minuten nach dem Fehlanflug, fiel zunächst Triebwerk 4 aus – Triebwerk 3 kurze Zeit danach. Später fielen wegen Treibstoffmangels auch die beiden anderen Triebwerke aus; die Maschine flog im Gleitflug. Sie schlug in Cove Neck auf den Boden auf, in einer hügeligen Gegend etwa 25 Kilometer vom Flughafen entfernt. Infolge des starken Aufpralls wurde das Cockpit vom Rumpf der Maschine getrennt, flog 30 Meter durch die Luft und kollidierte mit einem Gebäude. Das Wrack ging nicht in Flammen auf. Das Fahrwerk der Boeing war beim Aufprall nicht ausgefahren.
Von den 149 Passagieren und 9 Besatzungsmitgliedern überlebten 85 Menschen (53,8 %), davon nur ein Fluggast der mit sechs Personen besetzten Ersten Klasse. Alle im Cockpit starben beim Aufprall.
Die meisten Insassen erlitten durch die hohen Beschleunigungskräfte beim Aufprall teilweise schwere innere Verletzungen. Die Todesopfer resultierten primär aus Kopfverletzungen oder Verletzungen am Oberkörper.

## Untersuchungen zum Unfall

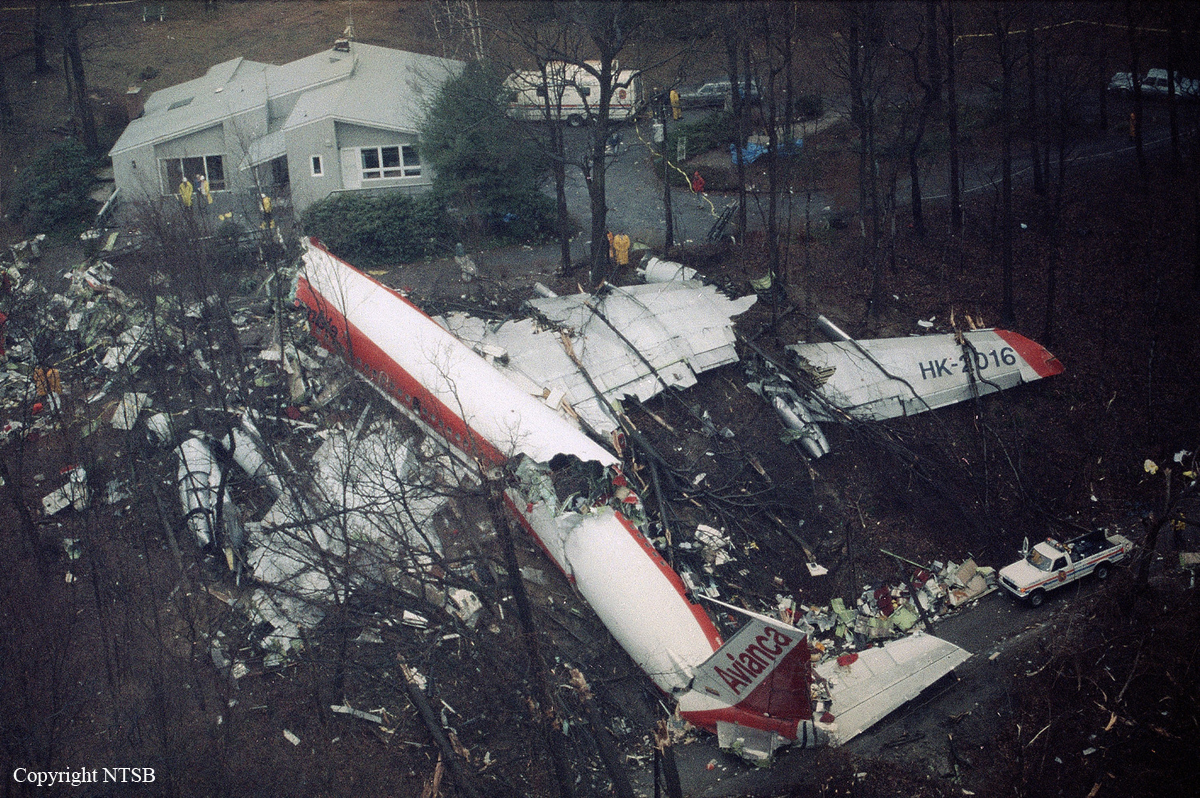
Bild von der Absturzstelle

Bei der Untersuchung des Flugdatenschreibers durch das National Transportation Safety Board (NTSB) stellte sich heraus, dass das Speichermedium, eine nur einmal beschreibbare Metallfolie, bereits vor dem Flug aufgebraucht und vorschriftswidrig durch einen Klebestreifen fixiert worden war. Der Flugdatenschreiber war so nicht funktionsfähig und es konnten keine Daten gewonnen werden. Vom Band des Cockpit-Voice-Recorders konnte eine etwa 40 Minuten dauernde Aufnahme rekonstruiert werden, die wichtige Informationen zur Kommunikation zwischen Besatzung und der Flugsicherung enthielt.
Der Abschlussbericht des NTSB kam zu den folgenden Schlussfolgerungen:
- Ursache des Absturzes war der Ausfall aller vier Triebwerke wegen Treibstoffmangels. Es gab keine Hinweise auf andere Fehlfunktionen der Triebwerke oder anderer Systemkomponenten.
- Die Besatzung verfügte weder für den Ziel- noch für den Ausweichflughafen über einen aktuellen Wetterbericht. Sie forderte diesen auch zu keinem Zeitpunkt an.
- Der gewählte Ausweichflughafen war aufgrund der Wetterbedingungen schon zum Zeitpunkt des Starts nicht geeignet.
- Der Flugplan berücksichtigte nicht die aktuellen Daten und ging beim Start in Medellín von einem falschen Gesamtgewicht aus.
- Die Besatzung war ausreichend ausgebildet und verfügte über ausreichende Erfahrung. Der Erste Offizier, über den die gesamte Kommunikation mit den Fluglotsen lief, sprach ausreichend gut Englisch.
- Es gab nach dem Start in Medellín keinen Kontakt zwischen der Besatzung und dem Dispatcher der Avianca, der allerdings auch nicht vorgeschrieben war.
- Der Treibstoffmangel wurde von der Besatzung nicht angemessen an die Fluglotsen kommuniziert. Der Erste Offizier ging irrtümlich davon aus, dass seine Bitte nach „Priorität“ (priority) als „Notfall“-Meldung (emergency) verstanden wurde, das Wort „emergency“ wurde von ihm zu keinem Zeitpunkt verwendet. Aufgrund seiner begrenzten englischen Sprachkenntnisse hatte der Kapitän Schwierigkeiten, die Gespräche zwischen dem Ersten Offizier und den Lotsen zu verstehen.
- Die Reaktion der Lotsen war einer priority-Situation angemessen.
- Der Landeanflug wurde vom Kapitän nicht korrekt ausgeführt, was teilweise auf die Wetterbedingungen bei der Landung zurückzuführen war, die schlechter waren als vorausgesagt. Anderen Piloten gelangen unter den gleichen Windbedingungen erfolgreiche Landungen.
- Das Flugverkehrsmanagement der Bundesluftfahrtbehörde FAA war nicht in der Lage, den Verkehr am Flughafen JFK effektiv zu verwalten, was zu extremen Verspätungen und Warteschleifen führte. Insbesondere wurden Ankünfte von Startflughäfen außerhalb der USA und die Möglichkeit von Fehlanflügen nicht ausreichend berücksichtigt.
- Die Kabinenbesatzung und die Passagiere wurden nicht vor dem bevorstehenden Absturz gewarnt (brace position). Ursache der schweren und tödlichen Verletzungen waren stumpfe Gewalteinwirkungen während des Aufschlags. Die Notrutschen waren wegen fehlender Notrutschenschienen nicht einsetzbar.

## Bedeutung der Kommunikation
Die Kommunikation der Besatzung mit der Flugsicherung im Vorfeld des Absturzes wurde als Beispiel für kulturelle Unterschiede angeführt. So sei es aufgrund einer subjektiven Hierarchieunterordnung der Besatzung der Maschine unterlassen worden, einen ausdrücklichen Notfall zu erklären. Dies wurde in Malcolm Gladwells Buch Outliers im Kontext mit anderen Flugzeugabstürzen, welche auf Kommunikationsprobleme zurückzuführen sind, ausführlich analysiert.

## Der Unfall in den Medien
Der Flugunfall von Avianca-Flug 052 wurde als Folge 5 der zweiten Staffel der kanadischen Fernsehserie Mayday – Alarm im Cockpit mit dem englischen Titel Missing Over New York und dem deutschen Titel Verschollen Über New York gezeigt. In nachgestellten Szenen, Animationen sowie Interviews mit Hinterbliebenen und Ermittlern wurde über die Vorbereitungen, den Ablauf und die Hintergründe des Fluges berichtet.

## Ähnliche Vorfälle
- Air-Canada-Flug 143
- Air-Transat-Flug 236
- Hapag-Lloyd-Flug 3378
- LaMia-Flug 2933
- Tuninter-Flug 1153